# جورج س. رويال
جورج س. رويال (بالإنجليزية: George C. Royal) هو عالم أحياء دقيقة أمريكي، ولد في 5 أغسطس 1921، وتوفي في 24 نوفمبر 2016.